# Fabrizio Grillo
Fabrizio Grillo (Roma, 2 febbraio 1987) è un allenatore di calcio, dirigente sportivo ed ex calciatore italiano, di ruolo difensore.

## Carriera

### Giocatore
Cresciuto nei settori giovanili della Lazio e della Roma, nel 2006 è stato inserito nella prima squadra del club giallorosso. Nel gennaio 2007 si è trasferito in prestito alla Sambenedettese. Nella stagione successiva è stato acquistato dall'Arezzo. Dopo due stagioni nel club toscano, il 17 agosto 2009 si è trasferito in prestito al Crotone. Nella stagione successiva si è trasferito a titolo definitivo al CSKA Sofia. Con il club bulgaro ha giocato l'Europa League, esordendo il 30 settembre 2010 nella partita casalinga contro il Porto (0-1). Dopo una stagione in Bulgaria, il 20 luglio 2011 ha firmato un contratto triennale con il Varese. Nel gennaio 2013 si è trasferito in compartecipazione al Siena. Ha fatto il proprio esordio con la maglia bianconera e in Serie A il 12 maggio 2013, nella trasferta contro il Napoli persa per 2-1, segnando il suo primo gol in massima serie. Al termine della stagione la comproprietà è stata rinnovata. Nel gennaio 2014 è tornato al Varese, con la formula del prestito fino al termine della stagione. Al termine della stagione è rientrato al Siena, ma è rimasto svincolato a causa del fallimento del club toscano. Il 13 agosto 2014 è stato ufficializzato il suo trasferimento a titolo definitivo al Pescara. Dopo una prima stagione e mezza nel club biancoazzurro, il 7 gennaio 2016 si è trasferito in prestito al Pavia. Rientrato a Pescara al termine della stagione, il 5 luglio 2016 è stato ceduto a titolo definitivo al Livorno. Il 13 gennaio 2017 si è trasferito ceduto in prestito con diritto di riscatto alla Sambenedettese, facendo così ritorno nel club Rossoblù dopo undici anni. Il 24 agosto 2017 ha firmato per la Triestina. Al termine della stagione è rimasto svincolato ed ha terminato la propria carriera da calciatore.

### Dopo il ritiro
Terminata la carriera da calciatore, nel 2019 ha fondato a Velletri l'accademia calcistica "Fabrizio Grillo Best of You" ed è responsabile tecnico del Lariano . Nel 2002 è coordinatore tecnico del Velletri calcio a 5.Nel dicembre 2021 è diventato direttore tecnico del SPQV Velletri. Nel luglio 2022 il SPQV Velletri lo ha annunciato come nuovo allenatore. Il 2 marzo 2023 ha rassegnato le proprie dimissioni.

## Statistiche

### Presenze e reti nei club
| Stagione        | Squadra         | Campionato      | Campionato | Campionato | Coppe nazionali | Coppe nazionali | Coppe nazionali | Coppe continentali | Coppe continentali | Coppe continentali | Altre coppe | Altre coppe | Altre coppe | Totale | Totale |
| Stagione        | Squadra         | Comp            | Pres       | Reti       | Comp            | Pres            | Reti            | Comp               | Pres               | Reti               | Comp        | Pres        | Reti        | Pres   | Reti   |
| --------------- | --------------- | --------------- | ---------- | ---------- | --------------- | --------------- | --------------- | ------------------ | ------------------ | ------------------ | ----------- | ----------- | ----------- | ------ | ------ |
| 2006-gen. 2007  | Roma            | A               | 0          | 0          | CI              | 0               | 0               | UEL                | 0                  | 0                  | SI          | 0           | 0           | 0      | 0      |
| gen.giu. 2007   | Sambenedettese  | C1              | 13         | 0          | CI-C            | 0               | 0               | -                  | -                  | -                  | -           | -           | -           | 13     | 0      |
| 2007-2008       | Arezzo          | C1              | 10         | 0          | CI-C            | 3               | 0               | -                  | -                  | -                  | -           | -           | -           | 13     | 0      |
| 2008-2009       | Arezzo          | 1D              | 29+1       | 1+0        | CI+CI-LP        | 0+2             | 0+1             | -                  | -                  | -                  | -           | -           | -           | 32     | 2      |
| Totale Arezzo   | Totale Arezzo   | Totale Arezzo   | 39+1       | 1          |                 | 5               | 1               |                    | -                  | -                  |             | -           | -           | 45     | 2      |
| 2009-2010       | Crotone         | B               | 17         | 0          | CI              | 1               | 0               | -                  | -                  | -                  | -           | -           | -           | 18     | 0      |
| 2010-2011       | CSKA Sofia      | A-PFG           | 3          | 0          | CB              | 2               | 1               | UEL                | 4                  | 0                  | -           | -           | -           | 9      | 1      |
| 2011-2012       | Varese          | B               | 34+2       | 0          | CI              | 0               | 0               | -                  | -                  | -                  | -           | -           | -           | 36     | 0      |
| 2012-gen. 2013  | Varese          | B               | 22         | 0          | CI              | 1               | 0               | -                  | -                  | -                  | -           | -           | -           | 23     | 0      |
| Totale Varese   | Totale Varese   | Totale Varese   | 56+2       | 1          |                 | 1               | 0               |                    | -                  | -                  |             | -           | -           | 59     | 1      |
| gen.-giu. 2013  | Siena           | A               | 1          | 1          | CI              | 0               | 0               | -                  | -                  | -                  | -           | -           | -           | 1      | 1      |
| 2013-gen. 2014  | Siena           | B               | 10         | 1          | CI              | 0               | 0               | -                  | -                  | -                  | -           | -           | -           | 10     | 1      |
| Totale Siena    | Totale Siena    | Totale Siena    | 11         | 2          |                 | 0               | 0               |                    | -                  | -                  |             | -           | -           | 11     | 2      |
| gen.-giu. 2014  | Varese          | B               | 15+2       | 1+0        | CI              | 0               | 0               | -                  | -                  | -                  | -           | -           | -           | 17     | 1      |
| 2014-2015       | Pescara         | B               | 12         | 0          | CI              | 2               | 0               | -                  | -                  | -                  | -           | -           | -           | 14     | 0      |
| 2015-gen. 2016  | Pescara         | B               | 0          | 0          | CI              | 0               | 0               | -                  | -                  | -                  | -           | -           | -           | 0      | 0      |
| Totale Pescara  | Totale Pescara  | Totale Pescara  | 12         | 0          |                 | 2               | 0               |                    | -                  | -                  |             | -           | -           | 14     | 0      |
| gen.-giu. 2016  | Pavia           | LP              | 6          | 0          | CI+CI-LP        | 0               | 0               | -                  | -                  | -                  | -           | -           | -           | 6      | 0      |
| 2016-gen. 2017  | Livorno         | LP              | 2          | 0          | CI+CI-LP        | 1+1             | 0               | -                  | -                  | -                  | -           | -           | -           | 4      | 0      |
| gen.-giu. 2017  | Sambenedettese  | LP              | 5+1        | 0          | CILP            | 0               | 0               | -                  | -                  | -                  | -           | -           | -           | 3      | 0      |
| 2017-2018       | Triestina       | C               | 14         | 0          | CISC            | 0               | 0               | -                  | -                  | -                  | -           | -           | -           | 14     | 0      |
| Totale carriera | Totale carriera | Totale carriera | 200        | 4          |                 | 13              | 2               |                    | 4                  | 0                  |             | 0           | 0           | 217    | 6      |

## Palmarès

### Club

#### Competizioni giovanili
- Campionato Giovanissimi Nazionali: 1

Lazio: 2000-2001

#### Competizioni nazionali
- Coppa Italia: 1

Roma: 2006-2007
- Coppa di Bulgaria: 1

CSKA Sofia: 2010-2011